# خفاش‌های دماغی
خفاش‌های دماغی (نام علمی: Rhinophylla) نام یک سرده از زیرخانواده برگ‌بینی‌های دم‌کوتاه است.